# 塩津県
塩津県（えんしん-けん）は中華人民共和国雲南省昭通市に位置する県。

## 行政区画
下部に6鎮、4郷を管轄する。
- 鎮
  - 塩井鎮、普洱鎮、豆沙鎮、中和鎮、廟壩鎮、柿子鎮
- 郷
  - 興隆郷、落雁郷、灘頭郷、牛寨郷

## 交通

### 鉄道
- 中国鉄路総公司
  - 内昆線

（内江方面）- 灘頭駅 - 普洱渡駅 - 臨江渓駅 - 塩津北駅 - 塩津駅 - 豆沙関駅 -（六盤水方面）

### 道路
- 高速道路
  - 渝昆高速道路